# نادي بانغو أتلتيكو
نادي بانغو أتلتيكو هو نادي كرة قدم برازيلي تأسس في 1904 ، يقع مقره الرئيسي في ريو دي جانيرو، ويلعب في الدوري البرازيلي الدرجة الرابعة.

## وصلات خارجية
- الموقع الرسمي